# Robin Christian Andersen
Robin Christian Andersen (ur. 17 lipca 1890 w Wiedniu, zm. 13 stycznia 1969 tamże) – austriacki malarz.
Jego pierwszym nauczycielem był ojciec, Duńczyk Christian Georgius Andersen, następnie uczęszczał do szkoły malarstwa i Scheffera i Bauera w Wiedniu.
Artysta był członkiem m.in.: Neukunstgruppe, Hagenbund, Wiener Secession i Aquarius. Razem z malarzami Antonem Faistauerem i Gustavem Schüttem odbył podróż do Włoch.
Był założycielem wiedeńskiej Gobelin-Manufaktur.
Od 1945 r. uczył w wiedeńskiej Akademie der bildenden Künste (Akademia Sztuk Pięknych), na krótko w 1965 r. był jej rektorem.
W 1953 r. w uznaniu zasług odznaczony Würdigungspreis der Stadt Wien.
W swoim malarstwie szczególną wagę przywiązywał do portretu.